# Anne Marie Milan Desguillons
Anne Marie Milan Desguillons, född Milan 1753 i Aignay-le-Duc, död 1829 i Drottningholm, var en fransk skådespelerska. Hon var verksam i Sverige i Gustav III:s franska teater och gemensamt med maken Joseph Sauze Desguillons rektor och instruktör vid Dramatens elevskola från 1793 till 1798.

## Biografi
Anne Marie Milan debuterade i Le Havre 1773, och var sedan aktiv i Lille 1774–75. Hon kom till Sverige från Frankrike 1781, då hon engagerades av Jacques Marie Boutet de Monvel som medlem i det franska teatersällskap som hade kallats att uppträda i Sverige av Gustav III. År 1789 gifte hon sig med en annan fransk skådespelare, Joseph Sauze Desguillons och fick då namnet Desguillons.

### Gustav III:s franska teater
Desguillons blev en av den gustavianska tidens mest populära aktörer inom Sveriges franska teater och var allmänt respekterad som yrkesperson och artist.
Lars von Engeström sade om henne, strax efter hennes ankomst till Sverige: 
»Mamsell Milan är redan här. Hon har redan tvenne gånger spelt Mérope. Hon har verkligen talanger men är mycket stark och fet. Hertiginnan (Hedvig Elisabeth Charlotta) tyckte, att hon ej var av naturen ämnad att föreställa en drottning. Då konungen disputerade detta och med hetta, svarade hertiginnan: Pardonnez-moi. Sire, je n'ai vu qu'une reine. Konungen fann detta så mycket artigare som drottningen är den bäst vuxna av hela sitt hov och verkligen har ett majestätiskt utseende.» 
Desguillons blev omtyckt av kungen och ska ha gjort haft stor framgång i den franska teatern och varit populär hos publiken och vid hovet. Hon beröms för skådespelarbegåvning, scenvana och talteknik, var främst tragiker och spelade ofta så kallade ”mère noble”-roller. Hon tilldelades ofta huvudrollerna i det klassiska franska sorgespelet. Bland hennes roller nämns Merope, Semiramis och Athalie. Hon gjorde dock också komiska roller, som Madame Turcaret.
I egenskap av artist beskrevs Desguillons som: 
”En skådespelerska af synnerligen mångsidig förmåga: högstämd och sublim i sorgespel: fin, lugn och vänlig som mère noble: sprittande af livlighet och skälmskt behag i komedien […] och en högtst utmärkt lärarinna.”
Clewberg-Edelcrantz skrev i en av sina rapporter till Gustav III om Stockholms teaterliv (29 juli 1788), att hon »ibland frantsoserna har många ovänner och ibland dem La Roche (den av konungen högt beundrade tragikern), som leder de övrigas omdömen».  När en ny skådespelare, madame Le Roi, anställdes vid teatern sommaren 1788 och tilldelades en toll av det slag som normalt brukade tillfalla Anne Marie Milan Desguillons, ska hon enligt Clewberg-Edelcrantz »på ett oanständigt sätt hindra hennes debut» och utan framgång hävdat att ingen utan hennes tillstånd fick uppträda i hennes roller. Det bifall Le Roi sedan fick ansågs motiverat av en del åskådares »nöje att uppväcka någon harm hos Mlle Milan».

### Instruktör och rektor
Efter Gustav III:s död 1792 avskedades det franska teatersällskapet och Desguillons avslutade sin scenkarriär, men valde att stanna kvar i Sverige.
Hon blev rektor för Dramatens elevskola 1793, en tjänst hon delade med sin man. Det var under paret Desguillons som Dramatens elevskola fick en fast organisation. Eleverna antogs vid nio eller tio års ålder och uppträdde i barnroller och vid elevföreställningar. Paret Desguillons var förutom rektorer också lärare i scenframställning; för sångträningen anlitades Haeffner och sedan Piccini, för dans Julie Alix de la Fay och Jean-Rémy Marcadet. Hon hade ansvaret för de kvinnliga eleverna, och hennes man för de manliga. Bland hennes elever fanns många av den dåtida svenska scenens mest framstående talanger, som Jeanette Wässelius, Sofia Frodelius, Ulrika Wennerholm och Carolina Kuhlman.
När Gustav IV Adolf anlitade en fransk skådespelartrupp 1803 för att gästspela i Stockholm, Kongl. Franska truppen, fick paret Desguillons ansvaret för den fram till att den avskedades vid Operans stängning 1806.